# 호타루가이케역
호타루가이케역(일본어: 蛍池駅, ほたるがいけえき)은 일본 오사카부 도요나카시에 있는 한큐 전철과 오사카 모노레일의 역이다. 역 번호는 한큐 전철이 HK-47, 오사카 모노레일이 12이다.

## 개요
한큐에 3개인 오사카 모노레일과 환승역의 하나로, 한큐 다카라즈카 본선과 오사카 모노레일 본선이 접속한다. 한큐 측의 역은 오사카 모노레일 호타루가이케 역 개통 이후 2003년부터 급행이 정차하는 등 타사 노선과의 접속역으로 노선 내 중요성이 점점 커져 왔다. 또, 오사카 공항(이타미 공항) 이용자는 본 역 환승으로 공항에 가는 경우도 많아지면서 공항 접근 경로를 구성하는 역으로의 중요성도 커지고 있다. 우메다역 ~ 오사카 공항역 간 이동에서 한큐 선이나 오사카 모노레일을 이용하는 루트는 정시성이나 빈도, 운임에서 공항버스보다 우위에 있으며, 공항으로 향하는 교통 수단으로 본 역 경유의 모노레일과 한큐 선의 이용을 호소하는 광고도 두 회사에서 보인다. 또한, 모노레일에 의한 공항 접근이 일반적으로 된 후에도, 오사카 공항(이타미 공항)으로 도보 등에서 접근할 때 호타루가이케 역은 "공항 근처역"이라는 가치를 보유하고 있다는 견해도 있다.

## 역사
- 1910년 4월 25일: 미노오유마 전기궤도(현, 한큐 전철)의 호타루가이케 역(螢ヶ池駅) 영업 개시.
- 1997년 4월 1일: 오사카 모노레일 선이 개통함과 동시에 환승역이 됨.
- 2003년 8월 30일: 쾌속 급행(2006년 휴지) 및 급행 정차역이 됨.
- 2013년 12월 21일: 한큐 전철의 역에 역번호 도입.
- 2015년 3월 21일: 다이아 개정에 의한 통근 급행 폐지로 인하여 평일 아침 러시아워의 우메다 방면 행선 열차는 당역 통과 열차가 폐기됨.

## 역 구조

### 한큐 전철
상대식 승강장 2면 2선의 지상역. 분기기, 절대신호기가 없어 정류장으로 분류된다. 교상역사를 가지고 역사 내에는 개찰구 1개와 편의점 아즈나스 익스프레스가 있다. 승강장 유효 길이는 8량 편성분이어서, 10량 편성의 열차는 정차하지 않는다. 아침 러시아워의 일부 시간대에 당역에 정차하는 우등 열차가 설정되지 않은 그 시간대에 하행 우등 열차는 10량 편성으로 운행되고 있기 때문이다.
예전에는 한큐 전철의 정차역 안내와 역명판에 "오사카 국제공항 앞"이라는 부역명이 있었다. 그 후, 간사이 국제공항 개항 후에 일부에서 "오사카 공항 앞"이라는 안내로 변경되고 2004년 이후에는 "오사카 공항 앞"라는 안내 방송도 없어졌다. 2011년부터 오사카 공항방면 모노레일을 갈아탄다는 내용의 안내가 이루어지고 있지만, 역명판에는 부역명 표시를 테이프로 감춘 흔적이 남아 있다.
1995년의 교상역사 공용 개시 이전에는 개찰 내에 구내 건널목이 존재했다. 이 구내 건널목은 인접하는 일반 건널목과의 거리가 가까운 개찰구 내외에 대한 부정통행을 막기 위하여 두 건널목 사이의 궤도상에는 돌기 모양의 장애물이나 주의를 촉구하는 간판이 설치되어 있었다.

#### 승강장
| 번호 | 노선              | 방향 | 행선                                                |
| ---- | ----------------- | ---- | --------------------------------------------------- |
| 1    | ■ 다카라즈카 본선 | 하행 | 다카라즈카・가와니시노세구치・이시바시・미노오 방면 |
| 2    | ■ 다카라즈카 본선 | 상행 | 우메다・주소・산노미야・가와라마치・기타센리 방면   |

### 오사카 모노레일
섬식 승강장 1면 2선의 고가역. 개찰구와 대합실은 2층, 승강장은 3층에 있다. 개찰구는 1군데 있고 한큐 전철의 교상역사화 및 복합 상업 시설 "루시오레"는 개찰구와 같은 곳에서 연결된다.

#### 승강장
| 승강장 | 노선                   | 행선                                                    |
| ------ | ---------------------- | ------------------------------------------------------- |
| 1      | ■ 오사카 모노레일 본선 | 센리추오・반파쿠키넨코엔・미나미이바라키・가도마시 방면 |
| 2      | ■ 오사카 모노레일 본선 | 오사카 공항 행                                          |

## 역 주변
- 호타루가이케 - 역명과 현재 정(町)명의 유래가 된 연못
- 루시오레 - 니시구치의 복합 시설.
  - 도요나카 시립 호타루가이케 도서관
  - 도요나카 시 호타루가이케 공민관
- 호타루가이케 중앙 시장
- 도요나카 호타루가이케 우체국
- 오사카 대학 도요나카 캠퍼스
- 도요나카 시립 호타루가이케 초등학교
- 도요나카 시립 도네야마 초등학교
- 도요나카 시립 제18 중학교
- 오사카 부립 도네야마 고등학교
- 오사카 의료 간호 전문학교
- 오사카 공항(이타미 공항)

## 사진

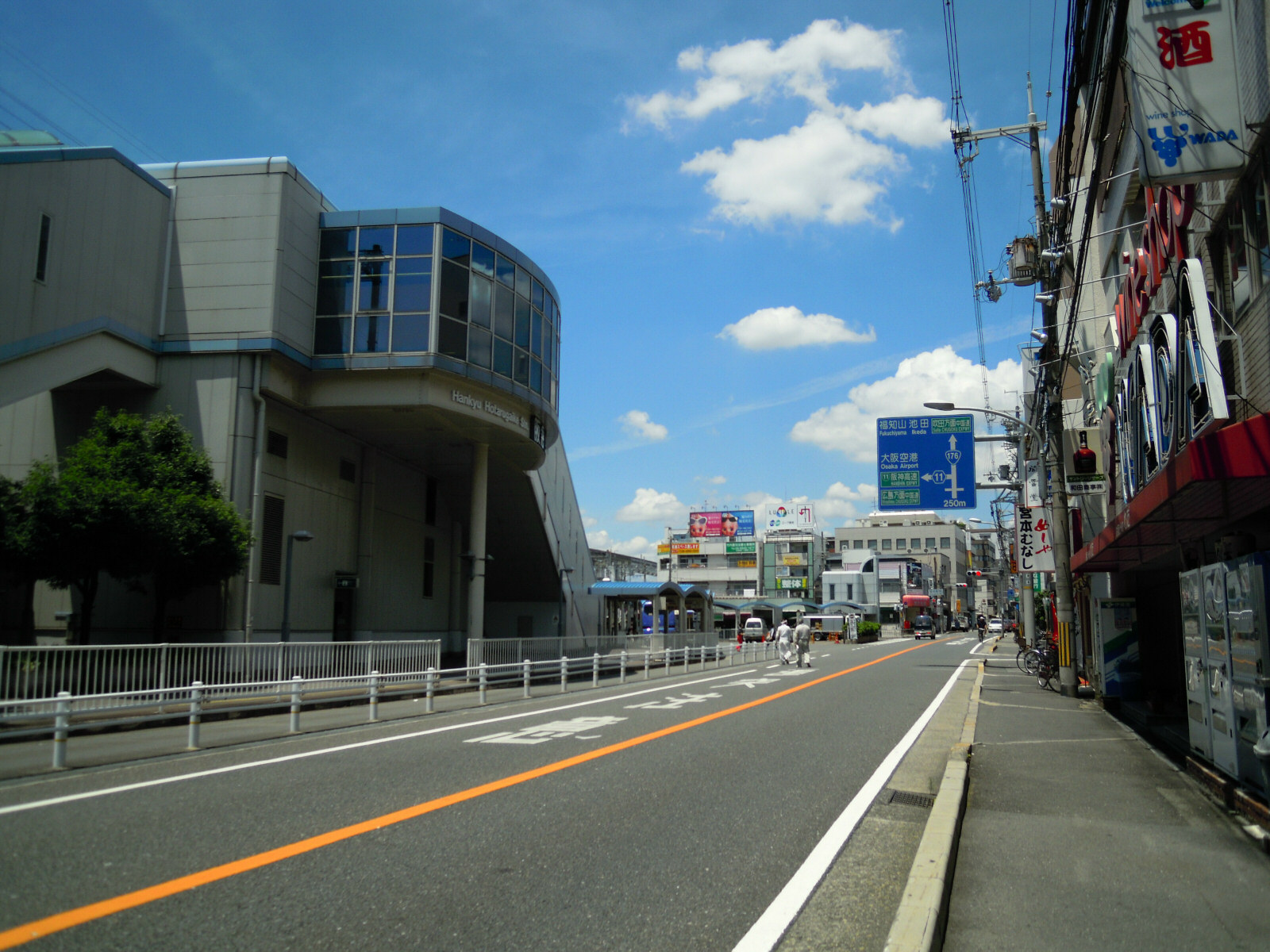
역 주변
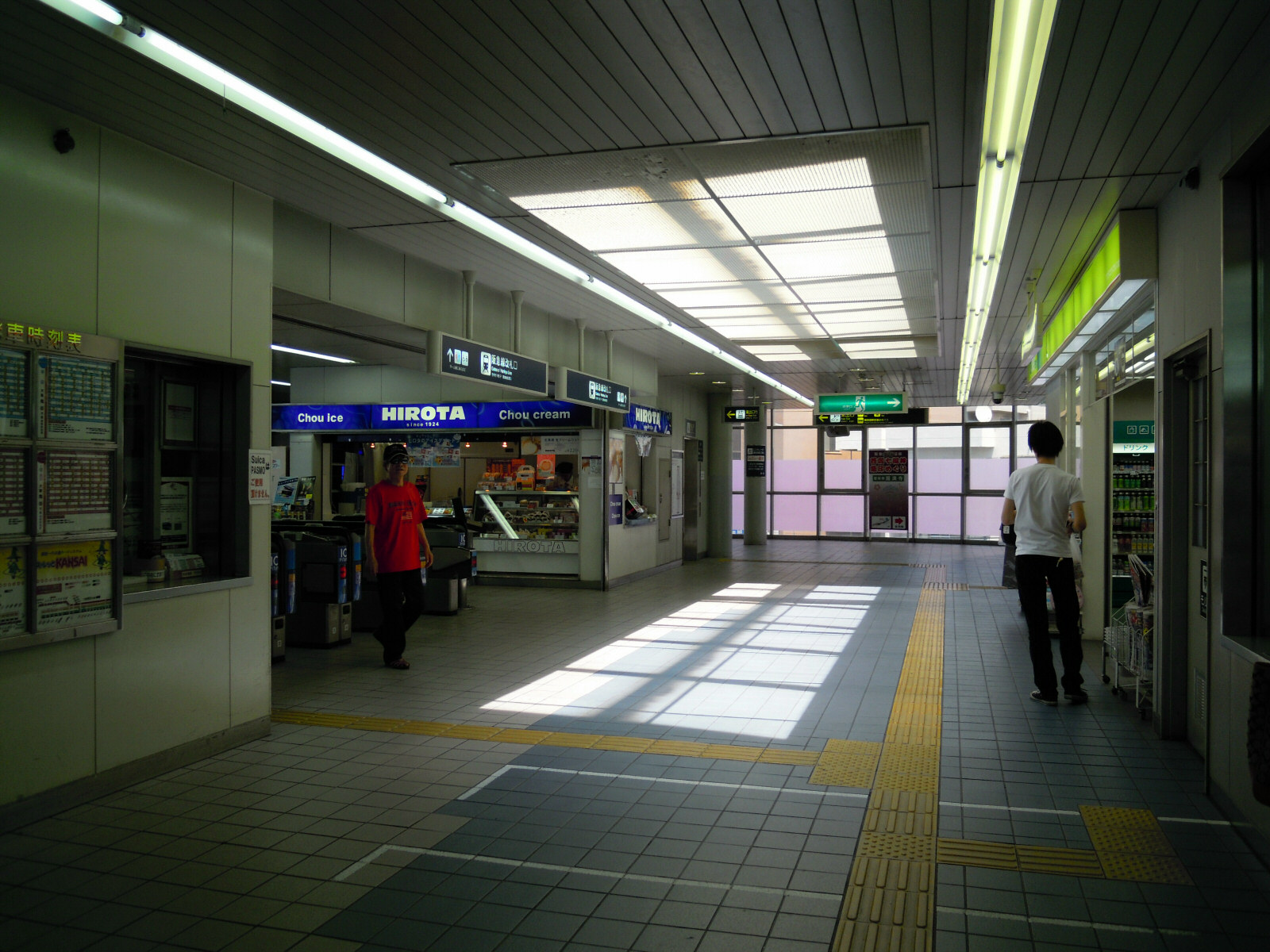
한큐 선 개찰구
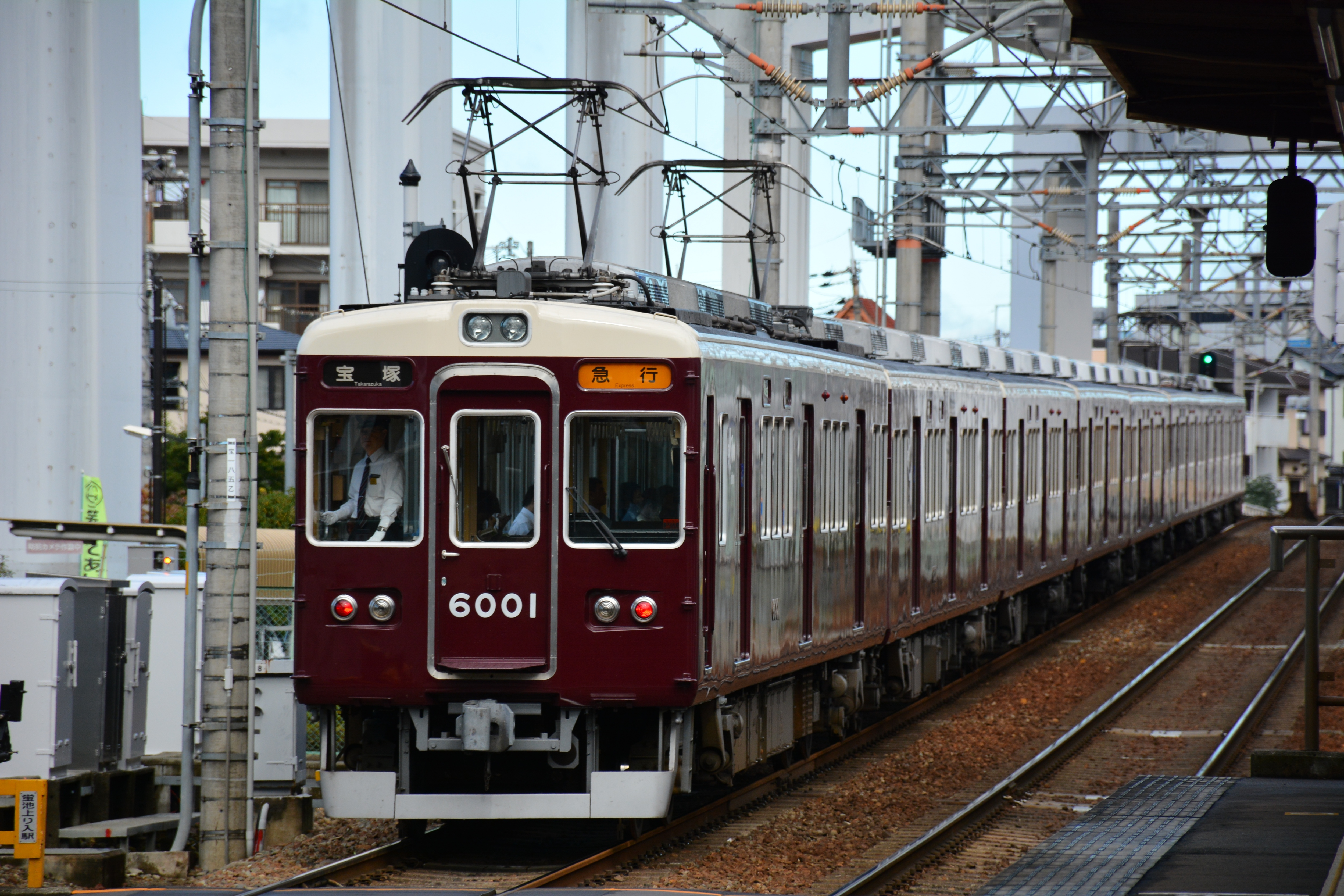
역에 접근하는 한큐 6000계 차량
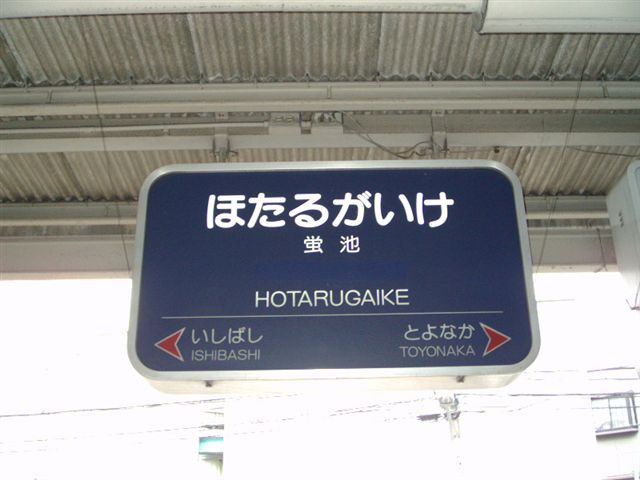
한큐 선 역명판
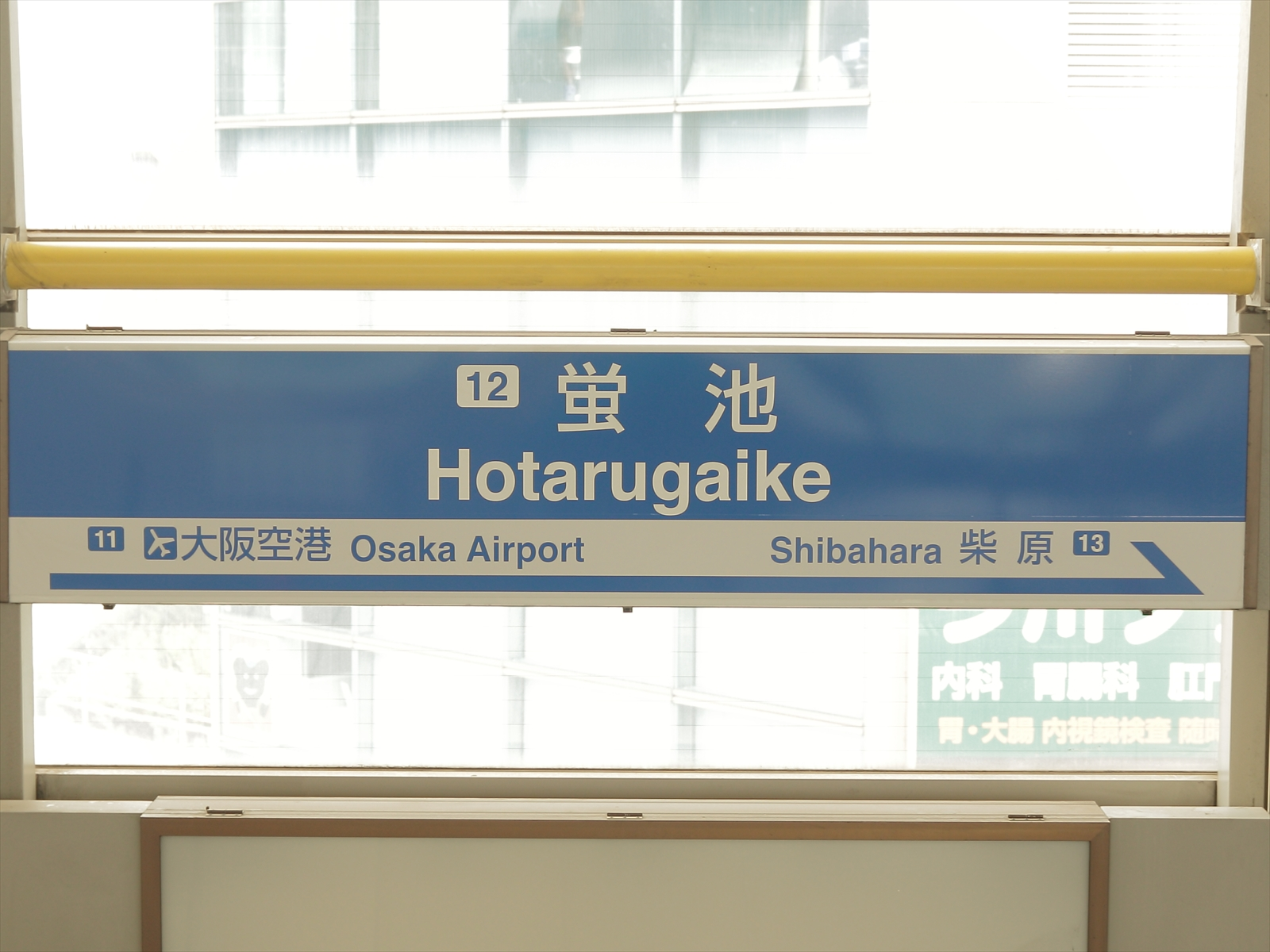
오사카 모노레일 본선 역명판

## 인접역
| 한큐 전철 ■ 다카라즈카 본선            | 한큐 전철 ■ 다카라즈카 본선 | 한큐 전철 ■ 다카라즈카 본선                        |
| -------------------------------------- | --------------------------- | -------------------------------------------------- |
| HK-46 도요나카 우메다 방면             | ■ 급행 ■ 준급 ■ 보통        | 이시바시 HK-48 미노오・닛세이추오・다카라즈카 방면 |
| 오사카 고속철도 ■ 오사카 모노레일 본선 |                             |                                                    |
| 11 오사카 공항 오사카 공항 방면        |                             | 시바하라한다이마에 13 가도마시 방면                |